# Cuauhtémoc (Cajeme)
Cuauhtémoc o llamado también Campo 5, es un ejido en el Municipio de Cajeme. Se ubica en el sur del estado mexicano de Sonora. Tiene una población de 2493 habitantes según el censo del Instituto Nacional de Estadística y Geografía de 2020.